# Honduras na Letnich Igrzyskach Olimpijskich 1976
Honduras na Letnich Igrzyskach Olimpijskich 1976 reprezentowało 3 zawodników. Był to 2. start reprezentacji Hondurasu na letnich igrzyskach olimpijskich.

## Skład kadry

### Lekkoatletyka
Mężczyźni
- Hipólito López – maraton – 41. miejsce
- Luis Raudales – maraton – 49. miejsce
- Santiago Fonseca – chód 20 km – 27. miejsce